# Quadragesima
Quadragesima er et gammelt navn i kirkeåret for 1. (første) søndag i fasten. Da fasten efter Jesu eksempel varede i 40 dage, og man ikke fastede om søndagen, tilføjede man dagene tilbage til askeonsdag, hvilket betyder begyndelsen til de 40 dages faste op til påsken. Askeondag er en fast integreret del i den katolske kirke.
I dag fejres askeonsdag ligeledes også enkelte steder i folkekirken. Navnet askeonsdag er et højdepunkt i messen hvor menigheden går til alteret og får korsets tegn for panden, med aske eller strøet aske i håret. Brugen af aske er et symbol på menneskets forgængelighed.